# Людвиг фон Дрейк
Людвиг фон Дрейк (англ. Ludwig von Drake) — персонаж диснеевских мультфильмов и комиксов. Этот эксцентричный пожилой австрийский учёный-селезень впервые появился в 1961 году в передаче «Walt Disney’s Wonderful World of Color» на телеканале NBC как дядя Дональда Дака. Сначала Людвига фон Дрейка озвучивал Пол Фрис (Paul Frees), но после смерти актёра в 1986 году его роль стал исполнять Кори Бёртон (Corey Burton). По замыслу создателей, профессор фон Дрейк родом из Австрии, поэтому говорит с сильным немецким акцентом.
Людвиг периодически появляется в различных диснеевских мультсериалах: «Утиные истории», «Raw Toonage», «Чокнутый», «Кряк-Бряк», «Мышиный дом» и многих других. Как ни странно, он ни разу не появлялся в мультфильме «Чёрный плащ».

## История персонажа
Людвиг фон Дрейк родился в городе Вена, Австрия. Он с юности был неравнодушен к знаниям, что подтверждалось многими дипломами и наградами. Его часто изображают чересчур забывчивым.
В комиксах известного аниматора Талиаферро, Дональд Дак и его племянники обычно зовут Людвига фон Дрека «дядя Людвиг». Тем не менее, между авторами есть различные мнения о его семье. Некоторые авторы придерживаются мнения о том, что Людвиг произошел из немецкой семьи, имеющей близкое отношение к шотландской семье Макдаков (предположительно он является мужем Матильды Макдак, сестры Скруджа).